# Bad Eilsen
Bad Eilsen – miejscowość uzdrowiskowa i gmina w Niemczech, w kraju związkowym Dolna Saksonia, w powiecie Schaumburg, siedziba gminy zbiorowej Eilsen.

## Geografia
Gmina Bad Eilsen położona jest przy granicy z krajem związkowym Nadrenia Północna-Westfalia, w pobliżu miasta Bückeburg.